# برولينتان
برولينتان (بالإنجليزية: Prolintane)‏ هو مركب كيميائي منشط للجهاز العصبي يعمل على غلق مستقبلات الدوبامين-نوربينفرين. كان يستخدم في الغالب من قبل الطلاب والعمال كمنشط، ولكن تم الإبلاغ عن العديد من حالات إساءة استخدام للدواء.